# 巴貝納湖

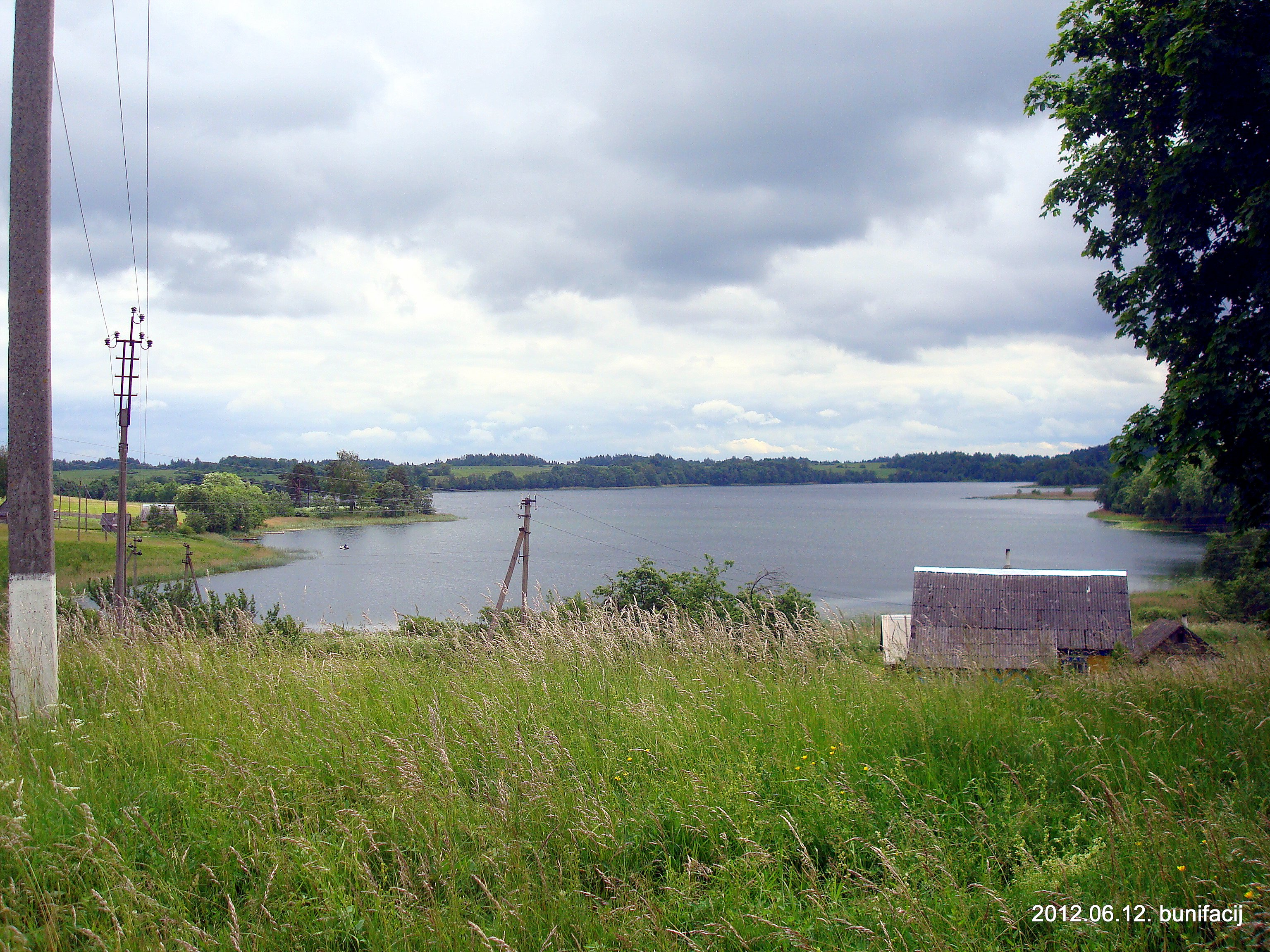
巴貝納湖

巴貝納湖（白俄羅斯語：Бабына）是白俄羅斯的湖泊，位於波洛茨克西南15公里，長1.33公里、寬0.56公里，面積0.49平方公里，集水區面積6.3平方公里，湖岸線長度3.6公里，最大水深32.3米。